# Hylaeus mapirensis
Hylaeus mapirensis är en biart som först beskrevs av Carlos Schrottky 1910.  Hylaeus mapirensis ingår i släktet citronbin, och familjen korttungebin. Inga underarter finns listade i Catalogue of Life.